# Ptychostomum compactum
Ptychostomum compactum là một loài rêu trong họ Bryaceae. Loài này được Warnst. D. T. Holyoak & N. Pedersen mô tả khoa học đầu tiên năm 2007.